# 케이 카마라
케이 안수 카마라(영어: Kei Ansu Kamara, 1984년 9월 1일 ~ )는 시에라리온의 프로 축구 선수로, 메이저 리그 사커 클럽인 시카고 파이어에서 공격수로 활약하고 있다. 그는 MLS 역사상 100골을 기록한 11명의 선수 중 한 명이며, 300번의 경기에 출전하여 획기적인 기록을 달성했다. 그는 현재 10개의 다른 MLS 클럽에서 득점하며 MLS의 역대 득점 목록에서 3위를 차지하고 있다.

## 어린 시절 및 교육
카마라는 시에라리온의 두 번째로 큰 도시인 케네마에서 태어나고 자랐으며 2001년부터 2003년까지 FC 칼론에서 선수 생활을 시작했다. 16살 때 카마라와 그의 가족은 난민 프로그램을 통해 미국으로 이주했으며 처음에는 메릴랜드주로 이주한 후 로스앤젤레스 근처의 캘리포니아주 호손에 있는 친척들과 정착했다. 그리고 그는 미국 시민이 되었다.
카마라는 캘리포니아 주립 대학교 도밍게즈 힐스에서 대학 축구를 하였고, 2학년 때 3군 올아메리칸으로 지명되었다. 카마라는 또한 USL 리그 2의 오렌지 카운티 블루 스타에서 두 시즌을 보냈다.

## 구단 경력

### 스포팅 캔자스시티
2009년 9월 15일, 카마라는 에이브 톰슨과 배정금을 받고 스포팅 캔자스시티로 이적했다. 카마라는 캔자스시티에서 몇 차례 생산적인 시즌을 보냈으며, 그는 리그에서 가장 당당한 윙어들 중 한 명이 되었다.

### 미들즈브러
2013년 9월 2일, 카마라는 90만 파운드의 이적료로 미들즈브러와 2년 계약을 체결한 것으로 확인되었다. 그는 12일 후 입스위치 타운과의 경기에서 63분에 교체로 들어가며 클럽 데뷔 전을 치렀다. 9월 17일, 카마라는 노팅엄 포레스트와의 경기에서 보로의 첫 골을 기록했다. 그는 포레스트와의 홈 경기에서 첫 골을 기록했는데, 4일 후 3-3으로 비긴 AFC 본머스와의 경기에서 골을 기록했다. 그는 10월 5일, 요빌 타운과의 홈 경기에서 골을 기록해 4-1 승리를 견인했고, 20일 후, 동커스터 로버스와의 홈 경기에서 4-0 승리를 견인했다. 2014년 8월 28일, 미들즈브러는 카마라와의 계약이 상호 합의에 의해 취소됨에 따라 결별했다고 발표했다.
미들즈브러와 결별한 후 카마라는 최근 승격된 챔피언십 팀 울버햄프턴 원더러스에서 성공적인 시범 경기를 치렀다. 그러나 시에라리온이 FIFA 랭킹에서 75위로 하락하고 울버햄프턴이 대신 야니크 사그보와 계약하는 것으로 초점을 옮긴 후 그의 취업 허가 갱신 신청은 거절되었다.

### HIFK 포트볼
2021년 7월 30일 핀란드의 HIFK 포트볼와 계약을 체결하고 2022년 시즌을 앞두고 입단했다.

### CF 몽레알
2022년 2월, 카마라는 북미로 돌아와 2023년 옵션과 함께 1년 계약으로 CF 몽레알에 합류했다. 그는 2월 23일 2022년 CONCACAF 챔피언스리그 경기에서 리가 MX의 산토스 라구나를 상대로 새 클럽 데뷔 전을 치렀다.

### 시카고 파이어
카마라는 2023 시즌 전에 시카고 파이어와 거래 되었다. 그는 CF 몽레알의 계약 제안에 만족하지 못했고 이전에 거래를 요청했다. 3월 25일, 팀에서의 세 번째 경기에서, 케이는 인터 마이애미를 상대로 늦은 골을 넣었고, 그 경기를 3-2로 이겼다. 파이어를 위한 그의 골은 미국에서의 그의 경력 동안 10개의 다른 MLS 팀에서 골을 넣은 유일한 선수가 되었다.

## 국가대표팀 경력
2008년부터 시에라리온 국가대표팀 선수로 활동하던 카마라는 2019년 8월 "징계 사유"로 국가대표팀 경기에서 빠졌다. 그는 그 달 말에 소집되었다. 그는 2019년 11월에 셀러스 테테 신임 감독을 비난하며 국가대표팀 경기에서 은퇴했고, 테테는 자신을 변호했다. 카마라는 이후 국가대표팀 경기에 복귀했고, 2021년 6월 12일 베냉과의 경기에서 시에라리온의 유일한 골을 넣었고, 이 경기는 1996년 이후 처음으로 2021년 아프리카 네이션스컵 출전권을 획득했다.
2022년 4월 21일, 카마라는 국가대표팀 은퇴를 선언했다.

## 사생활
카마라는 2006년에 미국 시민권을 취득했다. 그는 결혼했고 세 명의 자녀가 있다.